# Krokodyl filipiński
Krokodyl filipiński (Crocodylus mindorensis) – gatunek gada z rodziny krokodylowatych (Crocoylidae). Jest endemitem.

## Występowanie
Dawniej zamieszkiwał całe Filipiny, a obecnie ich populacja znacząco się zmniejszyła i mieszkają jedynie na północy Luzonu oraz południowo-zachodnim Mindanao.

## Charakterystyka

### Morfologia
Długość dorosłych samców wynosi średnio 2,1 m, a samic – 1,3 m, jednak największy osobnik mierzył 3,02 m. Ich masa waha się w granicach od 90 do 190 kg. U młodych skóra jest złocistobrązowa z ciemnymi poprzecznymi pasami. Dorosłe są natomiast brązowe. Charakteryzuje się szerokim pyskiem i silnym pancerzem grzbietowym. 

### Rozmnażanie
Są poligamiczne. Rozród odbywa się w porze suchej, od grudnia do maja, a składanie jaj ma miejsce między majem a sierpniem. Samice składają do trzech lęgów rocznie, w odstępach 4–6 miesięcy. W jednym gnieździe może znajdować się od 7 do 33 jaj. Wylęg trwa od 65 do 85 dni. Samice budują gniazda w formie dołów lub kopców, zwykle w niewielkiej odległości  od wody. Obserwowano opiekę rodzicielską u samic, choć głównie w warunkach hodowlanych.

### Biotop
Preferuje niewielkie zbiorniki wodne: stawy, mokradła, strumienie, a także tereny górskie do wysokości 850 m n.p.m. Spotykany jest m.in. w górach Sierra Madre i Kordylierach.

### Pokarm
Dieta składa się z ryb, płazów, gadów, ptaków wodnych i ssaków. Młode krokodyle polują na owady, mięczaki, małe ryby i skorupiaki. W niewoli karmione są m.in. mięsem drobiowym, wieprzowym i wołowym.

## Status
W Czerwonej księdze gatunków zagrożonych Międzynarodowej Unii Ochrony Przyrody i Jej Zasobów został zaklasyfikowany jest jako Gatunek krytycznie zagrożony (CR, ang. critically endangered). Według danych opublikowanych w 2016 roku, ich populacja liczyła od 92 do 130 osobników. Główne zagrożenia dla ich populacji to kłusownictwo, niszczenie siedlisk i śmierć z rąk ludzi z powodu mylenia z bardziej niebezpiecznym krokodylem różańcowym. Jaja i młode padają ofiarą m.in. jaszczurek , świń, psów, mangust i szczurów.